# Кайсборстель
Кайсборстель (нім. Kaisborstel) — громада в Німеччині, розташована в землі Шлезвіг-Гольштейн. Входить до складу району Штайнбург. Складова частина об'єднання громад Шенефельд.
Площа — 2,98 км2. Населення становить 71 осіб. (станом на 31 грудня 2020).

## Відомі особистості
В поселенні помер:
- Ґюнтер Кунерт (1929—2019) — німецький лірик і письменник.